# Cis nigrofasciatus
Cis nigrofasciatus is een keversoort uit de familie houtzwamkevers (Ciidae). De wetenschappelijke naam van de soort werd in 1885 gepubliceerd door Thomas Blackburn.